# Клан Маккаллох

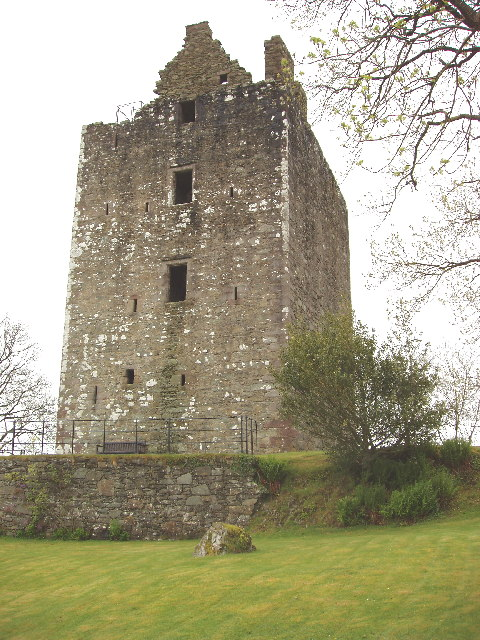
Замок Кардонесс — резиденція вождів клану Маккаллох Майретон.

Клан Макка́ллох (англ. — Clan MacCulloch, гел. — Clan Mac Cullaich, Clan Mac Cú Uladh) — клан МакКулайх — клан Синів Вепра, клан Ку Улад — клан Псів Уладу (Улад — давнє королівство на півночі Ірландії) — один з кланів рівнинної частини Шотландії — Лоулендсу. На сьогодні клан МакКаллох не має визнаного герольдами Шотландії та лордом Лева вождя, тому називається в Шотландії «кланом зброєносців».

## Історія клану Маккаллох

### Походження клану Маккаллох
Клан Маккаллох має кельтське (гельске) походження, володів землями в Галловей та Вігтаунширі. Вважається, що назва клану виникла від ірландської назви клан Ку Улад — клан Псів Уладу. Потім назва змінилася на Маккулаг. Багато гельських кланів Шотландії мають ірландське походження — в IV столітті ірландське королівство Дал Ріада, яке населяло плем'я скоттів завоювало спочатку західну частину нинішньої Шотландії, а потім і всю нинішню Шотландію, утворивши королівство Скоттів — Шотландію. Ще одна гельська назва клану — Маккулайх (гел. — MacCullaich) перекладається як «син вепра». Вперше в історичних документах давній клан Маккаллох згадується в 1296 році. Тоді король Англії Едвард І Довгоногий завоював Шотландію і змусив вождів шотландських кланів присягнути йому на вірність і підписати відповідний документ — «Рагман Роллс». Клан володів землями Торхаус, Майретон, Ардвел аж до 1682 року.

### Гілка Маккаллох Майретон
Гілка клану Маккаллох Майретон жила на землях Ардвелл, Ренс, що в Галловей та в Вігтаунширі поблизу затоки Люс. На відміну від інших гілок клану гілка Маккаллох Майретон ніколи не вважалася септою якогось іншого клану. Саме до цієї гілки належали вожді клану, що мали резиденцію в замку Кардонесс. Люди цієї гілки клану жили вздовж узбережжя та в області Ардвелл, що біля бухти Майретон.
Ця гілка клану пов'язана походженням з Кулло О'Нілом (О'Нейллом), що народився в Ірландії. Він походив з ірландського клану О'Нейлл Кланабой. Кулло О'Ніл служив в армії Едварда Брюса — останнього верховного короля Ірландії, брата короля Шотландії Роберта І Брюса. У 1316 році він став капітаном кавалерії армії Едварда Брюса. Він був висвячений в лицарі і став сером Кулло О'Нілом. У 1317 році король Шотландії Роберт І Брюс взяв на службу лицаря капітана Кулло ог Ніла (О'Нейлла) і призначив його прапороносцем Шотландії та державним секретарем. Потім король дарував йому за вірну службу землі Ахван у Вігтаунширі. У 1331 році сер Куллло ог Ніл помер і лишив все своє майно своєму старшому синові — серу Годфрі, що взяв собі прізвище Маккаллох.
У 1507 році вождь клану Маккаллох розорив і розграбував острів Мен у помсту за рейд на місто Керкубрі. Остров Мен в ті часи був у володіннях графа Дербі.
7 липня 1618 Вільям Вільям Маккаллох Майретон за згодою свого старшого сина Олександра, ратифікував Хартію Кілласер щодо баронства Аховейн, що було передане Вільяму Х'юстону та його дружині Кетрін Ваус. У хартії згадувався баронство і замок Кілласер, де ця хартія, очевидно, була підписана.
Вождь клану Маккаллох Майретон отримав титул баронета у 1634 році. Але цей титул був втрачений, коли сер Годфрі Маккаллох був страчений в Единбурзі в 1697 році за вбивство Вільяма Гордона. Ворожнеча з кланом Гордон виникла через землю та стада худоби. Лідерство в клані отримала гілка Маккаллох Ардвелл. Замок Кілласер прийшов у запустіння і перетворився на руїну.

### Гілка Маккаллох Обан з Аргіллу
Інша гілка — Маккаллох Обан з Агріллу жила на землях Обан, Аргайл (Аргілл) та на острові Керрера, що на західному узбережжі Аргайлу. Маккаллох Колгін теж вважаються частиною цієї гілки клану. Вони стверджують, що походять від клану Маклуліх (гел. — MacLulich), що жив в Бендерлох біля земель клану Макдугалл. Не довлячись на ці факти, Шотландська енциклопедія Коллінза стверджує, що гілка Маккаллох Обан походить від клану Макдугалл.

### Гілка Маккаллох Плайдіс з Россширу
Гілка клану Маккаллох Плайдіс утвердилася на землях Істер Росс у XIV столітті. Вперше ця гілка згадується в історичних документів як васали графа Росс і клану Росс. Люди з клану Маккаллох згадуються в документах абатства Ферн в Россширі. У 1486 році Ангус Маккаллох Тарелл був вбитий під час битви під Авлдіхаріш з кланом Маккей, що здавна ворогував з кланом Росс. У 1497 році гілка Маккаллох Плайдіс приєдналася до клану Манро. Ця гілка клану володіла значними землями біля Таїн. Провідником цієї гілки, що писався як Плайдіс був Джон Маккаллох Таїн. Він купив землі Кіндіс в людей з гілки Манро Калналд у 1612 році. Після цього вони стали називатися Маккаллох Кіндіс. Кріми цих земель ця гілка клану володіла землями Пілтаун, Малдерг, Істер Драмм десь з 1649 року.

## Замки клану Маккаллох
- Замок Кардонесс (шотл. — Cardoness Castle) — побудований в 1470-х роках, був резиденцією вождя клану Маккаллох Майретон.
- Замок Барголм (шотл. — Barholm Castle) — був резиденцією філії гілки клану Маккаллох Майретон, що стала потім відома як Маккаллох Балголм.
- Замок Кілласер (шотл. — Killasser Castle) — колись був резиденцією вождів клану Маккаллох Майретон Ардвелл. Нині в руїнах.
- Замок Майретон (шотл. — Myreton Castle) — був деякий час резиденцією вождів клану Маккаллох Майретон, збудований в XVI столітті, але потім був проданий клану Максвелл у 1685 році. Замок був побудований на місці, де в ХІІ столітті були якісь споруди. Сьогодні він лежить в руїнах.